# Kathinka Dittrich
Kathinka Dittrich van Weringh (1941)  is een Duitse journaliste en auteur. Zij is gehuwd met de auteur Koos van Weringh (1934), oud-hoogleraar, en oud-correspondent voor het dagblad Trouw in Moskou.
Zij is in Nederland bekend als voormalig directeur van het Goethe Instituut in Amsterdam (1981-1986).
Bekendheid kreeg zij ook  door het project Berlijn-Amsterdam 1920-1940 - Wisselwerkingen. 
Op 10 maart 1987 werd zij aan de Universiteit van Amsterdam doctor in de letteren met haar dissertatie Achter het doek, Duitse Emigranten in de Nederlandse speelfilm in de jaren dertig.
Kathinka Dittrich, afgestudeerd in sociale wetenschappen (politiek, geschiedenis en Engels) was sinds begin 1994 wethouder van cultuur in Keulen, waar zij woont. 

## Von der Gablentz-prijs
Voor haar werk als directeur van het Goethe-Instituut werd Kathinka Dittrich van Weringh in Den Haag in 1996 onderscheiden met de Von der Gablentz-prijs.
De Stichting Von der Gablentz-prijs, genoemd naar ambassadeur Otto von der Gablentz, werd in 1993 ingesteld en uitgereikt onder auspiciën van de stichting ter Bevordering van Duitslandstudiën in Nederland en het Instituut Clingendael.
In 1994 ging de prijs naar de Nederlandse schrijfster Tessa de Loo, in 1996 ging de prijs naar de Duitse Kathinka Dittrich, omdat zij door haar talrijke Duits-Nederlandse culturele initiatieven vanaf 1982 aan een beter onderling begrip tussen Duitsland en Nederland heeft bijgedragen.

Zij heeft met veel instanties in Nederland samengewerkt: met het Rijksinstituut voor Oorlogsdocumentatie, het Theater Instituut, het Filmmuseum, cabaretgroep Don Quishocking, en de omroepen.
Niet alleen Amsterdam ligt de in Beieren opgegroeide  Dittrich na aan het hart. Ook voor andere Nederlandse steden waaronder Rotterdam heeft zij veel waardering.